# Cayo Central
Cayo Central – jednomandatowy okręg wyborczy w wyborach do Izby Reprezentantów, niższej izby parlamentu Belize. Obecnym reprezentantem tego okręgu jest polityk Zjednoczonej Partii Demokratycznej Rene Montero.
Okręg Cayo Central znajduje się dystrykcie Cayo w zachodniej części kraju.
Utworzony został w roku: 1984, jako jeden z dziesięciu nowych okręgów wyborczych powstałych na potrzeby pierwszych wyborów w niepodległym Belize.

## Posłowie
| Rok   | Poseł             |  | Partia |
| ----- | ----------------- |  | ------ |
| 1984  | Eduardo Juan      |  | UDP    |
| 1989  | Dan Silva         |  | PUP    |
| 1993  | Eduardo Juan      |  | UDP    |
| 1998  | Dan Silva         |  | PUP    |
| 2003  | Mario Castellanos |  | PUP    |
| 2008. | Rene Montero      |  | UDP    |
| 2012  | Rene Montero      |  | UDP    |